# Peter Trites
Pour les articles homonymes, voir Peter et Trites.
Peter Trites (né le 17 décembre 1946 et décédé le 13 mai 2010 à l'âge de 63 ans) était un ancien professeur d'école et homme politique du Nouveau-Brunswick. Il a représenté Saint John-Est à l'Assemblée législative du Nouveau-Brunswick de 1984 à 1991 en tant que député néo-démocrate, puis libéral.

## Biographie
Il est né à Moncton, au Nouveau-Brunswick, le fils de Gerald L. Trites et Elizabeth P. Campbell. Il a fait ses études à l'Université du Nouveau-Brunswick. En 1973, Trites a épousé Deborah Smith. Le 26 novembre 1984, il a d'abord été élu à l'assemblée provinciale, qu'il devient le premier (et seul) candidat du Nouveau Parti démocratique remporte une élection partielle au Nouveau-Brunswick, à la suite de la démission de Gerald Merrithew pour briguer un siège à la Chambre des communes du Canada à l'élection fédérale du 4 septembre la même année. Il décide de se rejoindre à l'association libérale avant les élections de 1987. Trites a été nommé au Conseil exécutif de la province en tant que ministre du Logement la même année. En 2005, la radio de CBC a révélé que Trites a travaillé dans un magasin Old Navy, à Saint-Jean.